# آیه ماونگ گی
آیه ماونگ گی (انگلیسی: Aye Maung Gyi؛ زادهٔ ۲۰ اوت ۱۹۵۰) بازیکن فوتبال اهل میانمار بود.
وی به‌همراه تیم ملی فوتبال میانمار در بازی‌های المپیک تابستانی ۱۹۷۲ شرکت کرده‌است.